# Air Lituanica

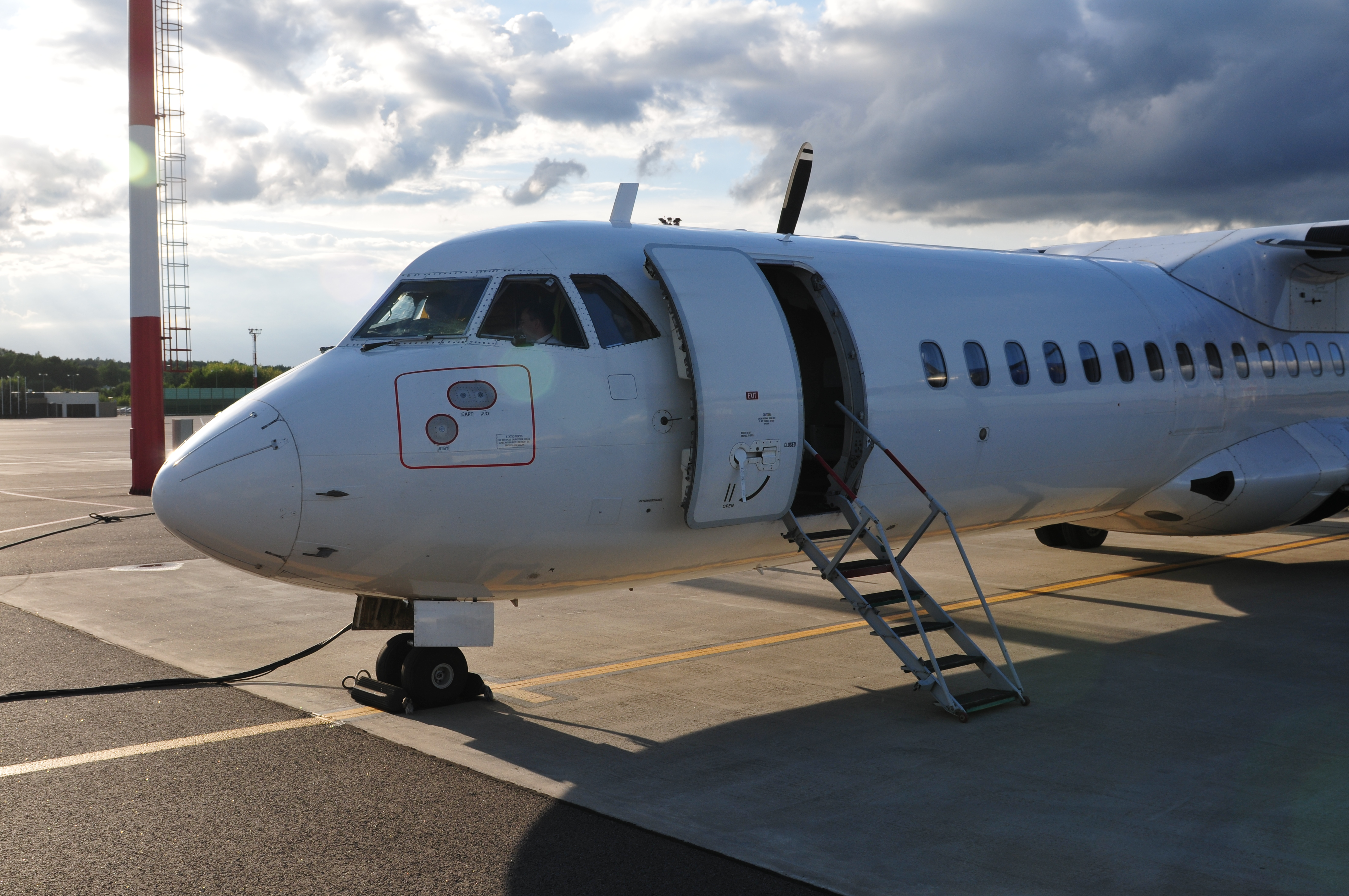
ATR 72 Air Lituanica

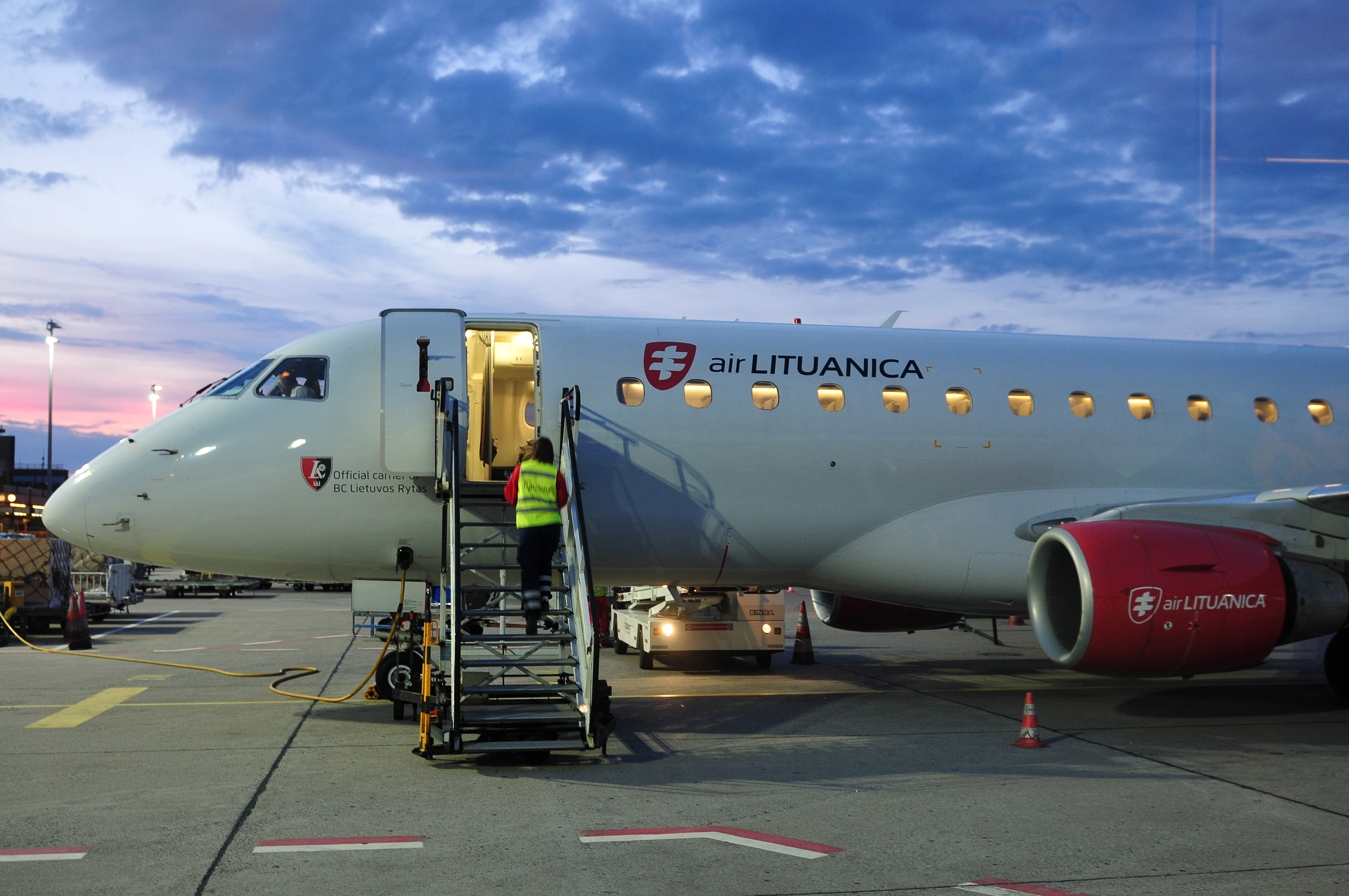
Embraer 175 Air Lituanica

Air Lituanica var ett litauiskt flygbolag med sin bas på Vilnius internationella flygplats i Vilnius. Flygbolaget grundades 1 maj 2013. Bolaget stoppade alla flygningar 22 maj 2015. 

## Destinationer
Flygbolagets första rutt var Vilnius-Bryssel som etablerades kort efter grundandet 30 juni 2013. Kort därefter, 8 juli 2013, öppnades en rutt till Amsterdam. Med dessa rutter stod Air_Lituanica för 2 procent av den internationella flygtrafiken i Litauen. Därefter öppnades fler rutter, och i januari 2015 var flygbolagets rutter följande: 